# Mega Man 10
Mega Man 10, conhecido no Japão como Rockman 10: Uchū kara no Kyōi!! (ロックマン10 宇宙からの脅威, Rokkuman Ten Uchū kara no Kyōi!!), é um jogo eletrônico que foi criado pela Capcom e desenvolvido pela Inti Creates. Foi lançado para Xbox 360, PlayStation 3 e Wii. Igual ao jogo anterior, Mega Man 9, ele tem gráficos 8-Bits.

## História
Subseqüente ao 9º capítulo da série, um fato estranho aconteceu. Todos os robôs do planeta começaram a funcionar mal e agir estranhamente.
Depois do ocorrido, esforços da comunidade de cientistas resultaram na descoberta da causa que fazia os robôs comportarem-se desta forma: Uma doença robótica chamada Roboenza (nome que referencia a "Influenza").
MegaMan, no décimo episódio, vai tentar descobrir a causa da criação do vírus e eliminá-lo para restaurar a paz.

## Chefes

### Robot Masters
| #       | Nome         | Arma            | Dados do Robô Mestre | Fraqueza        |
| ------- | ------------ | --------------- | --- | --------------- |
| DWN-073 | Blade Man    | Triple Blade    | Blade Man foi o guia para um antigo castelo antes de ser infectado pelo vírus Roboenza. O senhor do castelo tinha um fascínio com espadas, que inspirou o design do robô. | Commando Bomb   |
| DWN-074 | Pump Man     | Water Shield    | Antes de ser infectado pelo Vírus Roboenza, Pump Man trabalhava em uma estação de tratamento de águas residuais, purificando a água que vinha. Ele também ofereceu seu tempo para lavar pichações das paredes no bairro. Thunder Wool | Thunder Wool    |
| DWN-075 | Commando Man | Commando Bomb   | Antes de ser infectado pela Roboenza, Commando Man era um robô que usava técnicas de detonação remota para limpar campos minados em todo o mundo. | Wheel Cutter    |
| DWN-076 | Chill Man    | Chill Spike     | Antes de ser infectado pela Roboenza, o trabalho principal de Chill Man era como um robô de observação ártico natural que era usado para parar o derretimento glacial causado pelo aquecimento global. | Solar Blaze     |
| DWN-077 | Sheep Man    | Thunder Wool    | Thunder Wool Originalmente um robô de pastoreio de ovelhas, ele deixou esse trabalho para trabalhar na divisão de teste de resistência estática de um fabricante de placas de circuito depois de um dia percebendo a acumulação de estática em sua lã. Entediado, no entanto, ele considerou mudar de emprego novamente antes que ele se infectou com Roboenza. | Rebound Striker |
| DWN-078 | Strike Man   | Rebound Striker | Ele era um robô de prática de beisebol para um estádio antes que ele funcionasse mal devido a Roboenza. | Triple Blade    |
| DWN-079 | Nitro Man    | Wheel Cutter    | Ele era um robô dublê que apareceu em muitos filmes e programas de TV. Ele está disposto a fazer qualquer acrobacias que ele é solicitado, independentemente dos riscos. | Chill Spike     |
| DWN-080 | Solar Man    | Solar Blaze     | Solar Man trabalhava em um laboratório de pesquisa de luz solar antes de ele perder o controle sobre si devido a Roboenza. | Water Shield    |

### Castelo de Wily
- Weapon Archive
- Crab Puncher
- Block Devil
- Revanche com os oito Robot Masters
- Wily Machine 10
- Wily Capsule

### Fases especiais
| #       | Nome    | Arma            | Fraqueza        |
| ------- | ------- | --------------- | --------------- |
| MKN-001 | Enker   | Mirror Buster   | Ballade Cracker |
| MKN-002 | Punk    | Screw Crusher   | Mirror Buster   |
| MKN-003 | Ballade | Ballade Cracker | Screw Crusher   |

## Personagens jogáveis
- Mega Man, o herói principal da série volta com as mesmas habilidades de Mega Man 2, com um Mega Buster no braço e dispara até 3 tiros por um certo tempo. E o seu companheiro Rush, visto pela primeira vez em Mega Man 3 que pode se transformar no Rush Coil(Onde Mega Man pula em rush e uma mola sobe, fazendo-o pular mais alto) e o Rush Jet(Onde ele pula em Rush e começa a voar, em Mega Man 10 a Rush Jet é obtida ao derrotar 4 chefes, mas, como em Mega Man 9, ele não dispara tiros carregados nem usa rasteira.

- Proto Man, visto pela primeira vez em Mega Man 3 como "Break Man", Proto Man é o "irmão" de Mega Man, pois foi criado por Dr.Light.A Jogabilidade com Proto Man é a mesma de Mega Man 9, mas para ser jogável não precisa baixar no "complemento baixável" de Mega Man 10, ele já é disponível no jogo. Tem as mesmas habilidades de Mega Man, mas pode carregar seu tiro e dar rasteiras, e ele tem itens que fazem as mesmas funções do Rush Coil e do Rush Jet, mas não precisa derrotar nenhum chefe, e ele também tem um escudo que reflete tiros e projéteis, mas, em compensação de tudo isso, Proto Man recebe o dobro do dano que Mega Man e só consegue dar dois tiros por tempo e os itens na loja de Dr.Light são mais caros.

- Bass, visto pela primeira vez em Mega Man 7 e foi jogável no jogo Mega Man & Bass como um personagem incluído no jogo, e Mega Man 10 ele não vem no jogo, terá que puxar no "complemento baixável". Disponível em 5 de Abril de 2010 para WiiWare, 7 de Abril para a Xbox Live Arcade e 8 de Abril para Playstation Network. Seu canhão de "disparos rápidos" pode atingir 7 direções em ângulos de 45 Graus(exceto abaixo), mas os tiros faz metade do dano de Mega Man, seus tiros não ultrapassam paredes e não pode atirar enquanto anda, ele tem um dash rasteiro e dá grandes pulos e tem a habilidade de chamar Treble para poder voar como em Mega Man & Bass, quando está fundido com Treble, ele pode dar tiros que quebra escudos.

É o primeiro jogo de plataforma em que Proto Man é jogável (Já era possível jogar com ele no jogo "Megaman : The Power Fighters).No entanto, de acordo com o guia de operações da versão WiiWare, apenas Mega Man é compatível com os rankings.Em Compensação, Proto Man tem características como rasteira e tiro carregado

## Conteúdo baixável
De acordo com o guia de operações da versão WiiWare e de acordo com a nintendo.com, o complemento baixável estará disponível em 5 de Abril de 2010 e 26 de Abril na versão Norte-Americana.Em 5 de Abril, foi adicionada a habilidade de jogar com Bass por 200 Pontos Wii(20 Dólares nos EUA) e uma fase especial 1, onde tem como chefe Enker(Mega Man para Game Boy), na verdade é a fase dele no jogo para GB, por 100 pontos Wii(10 Dólares).Em 26 de Abril, uma fase "endless" e mais 2 fases especiais de Game Boy.Bass não é compatível com os rankings.

### Áudio
O jogo tem 2 álbuns de música planejados após o lançamento, Rockman 10:Original Soundtrack, é o primeiro, que foi lançado dia 24 de Março de 2010 pela Inti Creates, o álbum contém as músicas do jogo original.E o Segundo álbum, Rockman 10: Image Soundtrack onde tem músicas remixadas.Lançará em 30 de Abril de 2010

## Recepção
Os resultados que os sites de jogos no mundo todo deram para avaliação do jogo Mega Man 10/Rockman 10

### Na Europa
A IGN deu para o jogo uma nota de 8,5;Por causa da jogabilidade de NES e o challenge mode, que foi um desapontamento.A 1up.com deu Rank B: Disse que era legal mas falha em capitalizar como seu antecessor.A Kotaku criticou o Easy Mode, pois é acessível para os jogadores que não jogaram num gráfico antigo, GameTrailers deu 8,3.

### Em Portugal
EuroGamers:8/10